# Међа (Лесковац)
Међа је насељено место града Лесковца у Јабланичком округу. Према попису из 2022. било је 729 становника.

## Историја
Село Међа је према постанку једно од најмлађих у лесковачком крају. У турско доба је атар села био у власништву горњобријањског аге. Цео пусторечки крај је био обилато насељен Арнаутима, као и Ромима, који су се настањивали увек уз реку. Од православних Словена је у атару села Међа живео само род Марчинци, који су староседеоци и чије порекло није познато, њих је било чак 15 кућа. По ослобођењу од Турака, село је припало брестовачкој општини. Пошто је село у равници и веома плодно, а слабо насељено, извршена је аграрна реформа 1882. што је привукло бројне сиромашне породице из других крајева да се доселе у Међу, где су добијали од државе земљиште на отплату.
Међа је у другом светском рату била упориште НОПа и велики број мештана је узео учешће у народноослободилачкој борби, због чега је село настрадало од четника из Топлице и од Српског добровољачког корпуса.

## Демографија
У насељу Међа живи 664 пунолетна становника, а просечна старост становништва износи 38,0 година (36,3 код мушкараца и 39,6 код жена). У насељу има 241 домаћинство, а просечан број чланова по домаћинству је 3,62.
Ово насеље је углавном насељено Србима (према попису из 2002. године).

## Земље и шуме
Укупна површина атара села Међа износи 744 хектара. Од овога на њиве и баште пада 518, воћњаке 6, винограде 13, ливаде 15, пашњаке 5, шуму 157 док је неплодно земљиште укупно 30 хектара.
Земља носи ове називе: Воћњак, Големе Ливаде, Трске, Гарда, Селиште, Утрина, Челије, Старо Лозје, Дреновачко, Јасике, Мокри Пут, Мечкарица, Горње Појиште, Пореске Ливаде и Вилипове Ливаде.

### Старине у селу
На северу од села налази се локалитет Градиште. По народном предању овде је некада била Међа. На Градишту постоје трагови насеља; камен и ћерпич великог формата.
Други локалитет као траг је Кале – Калиште у оквиру Базе. Свакако то је онај „стари порушени градић, који се зове Добра Глава“. По народном предању овде је била римска тврђава. На локалеитету постоје трагови каменог зида. Гробље овог града налазило се на данашњем гробљу села Доње Бријање.

#### Воде
Источно од села тече Пуста Река. Село је подигнуто на њеној левој обали. Поред ове текућице у атару села се налазе кладенци: Горње Појиште, Ашанско – раније била чесма, Јасика – сада чесма у правцу Горњег Дреновца; Седам Метара, под Добром Главом. Име је добио по деоници на седам метара некадашње утрине. У селу постоје бунари чија је дубина од 8 до 12 метара.
|  |

| Демографија | Демографија | Демографија |
| Година      | Становника  | Становника  |
| ----------- | ----------- | ----------- |
| 1948.       | 762         |             |
| 1953.       | 871         |             |
| 1961.       | 914         |             |
| 1971.       | 989         |             |
| 1981.       | 1.049       |             |
| 1991.       | 939         | 911         |
| 2002.       | 872         | 941         |
| 2011.       | 821         |             |
| 2022.       | 729         |             |

| Етнички састав према попису из 2002.‍ | Етнички састав према попису из 2002.‍ | Етнички састав према попису из 2002.‍ | Етнички састав према попису из 2002.‍ | Етнички састав према попису из 2002.‍ |
| ------------------------------------ | ------------------------------------ | ------------------------------------ | ------------------------------------ | ------------------------------------ |
|                                      |                                      |                                      |                                      |                                      |
| Срби                                 | Срби                                 |                                      | 665                                  | 76,26%                               |
| Роми                                 | Роми                                 |                                      | 207                                  | 23,73%                               |
| непознато                            | непознато                            |                                      | 0                                    | 0,0%                                 |

| Година пописа     | 1948. | 1953. | 1961. | 1971. | 1981. | 1991. | 2002. |
| ----------------- | ----- | ----- | ----- | ----- | ----- | ----- | ----- |
| Број домаћинстава | 125   | 150   | 167   | 215   | 247   | 226   | 241   |

| Број чланова      | 1  | 2  | 3  | 4  | 5  | 6  | 7  | 8 | 9 | 10 и више | Просек |
| ----------------- | -- | -- | -- | -- | -- | -- | -- | - | - | --------- | ------ |
| Број домаћинстава | 35 | 49 | 37 | 44 | 27 | 32 | 12 | 4 | 1 | 0         | 3,62   |

| Пол    | Укупно | Неожењен/Неудата | Ожењен/Удата | Удовац/Удовица | Разведен/Разведена | Непознато |
| ------ | ------ | ---------------- | ------------ | -------------- | ------------------ | --------- |
| Мушки  | 334    | 53               | 247          | 24             | 10                 | 0         |
| Женски | 356    | 30               | 252          | 62             | 12                 | 0         |
| УКУПНО | 690    | 83               | 499          | 86             | 22                 | 0         |

| Пол    | Укупно                    | Пољопривреда, лов и шумарство | Рибарство                            | Вађење руде и камена | Прерађивачка индустрија       |
| ------ | ------------------------- | ----------------------------- | ------------------------------------ | -------------------- | ----------------------------- |
| Мушки  | 159                       | 65                            | 0                                    | 0                    | 11                            |
| Женски | 59                        | 49                            | 0                                    | 0                    | 2                             |
| УКУПНО | 218                       | 114                           | 0                                    | 0                    | 13                            |
| Пол    | Производња и снабдевање   | Грађевинарство                | Трговина                             | Хотели и ресторани   | Саобраћај, складиштење и везе |
| Мушки  | 1                         | 48                            | 10                                   | 0                    | 9                             |
| Женски | 0                         | 1                             | 1                                    | 0                    | 1                             |
| УКУПНО | 1                         | 49                            | 11                                   | 0                    | 10                            |
| Пол    | Финансијско посредовање   | Некретнине                    | Државна управа и одбрана             | Образовање           | Здравствени и социјални рад   |
| Мушки  | 0                         | 1                             | 9                                    | 2                    | 1                             |
| Женски | 0                         | 1                             | 0                                    | 2                    | 2                             |
| УКУПНО | 0                         | 2                             | 9                                    | 4                    | 3                             |
| Пол    | Остале услужне активности | Приватна домаћинства          | Екстериторијалне организације и тела | Непознато            | Непознато                     |
| Мушки  | 0                         | 0                             | 0                                    | 2                    | 2                             |
| Женски | 0                         | 0                             | 0                                    | 0                    | 0                             |
| УКУПНО | 0                         | 0                             | 0                                    | 2                    | 2                             |